# John Mawe

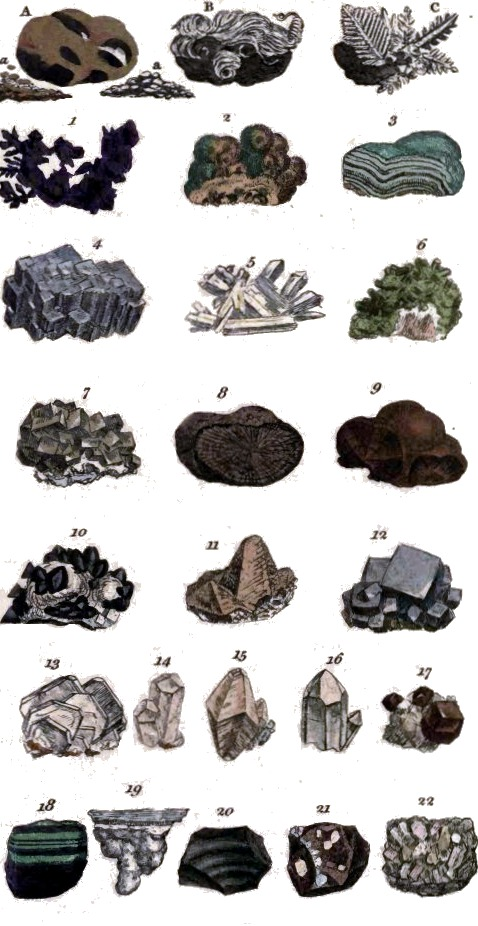
Ilustrace ze třetího vydání knihy Familiar Lessons on Mineralogy and Geology

John Mawe (1764–1829) byl anglický mineralog, známý svým praktickým přístupem k tomuto vědnímu oboru.

## Život
Narodil se roku 1764 v Derby jako syn Samuela Mawa. Jeho matka zemřela, když mu bylo deset let, a otec se oženil podruhé, a sice s Francis Beightonovou. Své mládí Mawe strávil na moři. Roku 1790 se stal kapitánem obchodní lodi Trent, která obchodovala s ruským Petrohradem. V roce 1793 šel do učení k derbskému zedníkovi Richardu Brownovi (1736–1816) a 1. listopadu 1794 si vzal jeho dceru Sarah. Brown & Mawe bylo jméno maloobchodní společnosti, sídlící blízko Covent Garden, která prodávala objekty vytvořené z derbyshirského mramoru. John Mawe tu byl obchodním manažerem. Podnik vznikl v roce 1794 a pravděpodobně se zasloužil o vytvoření geologických diagramů derbyshirského podloží, z nichž některé byly dříve připisovány White Watsonovi. Nyní se Maweovy i Watsonovy diagramy nacházejí v Muzeu a umělecké galerii města Derby.
Někdy na konci století Mawe podnikl výpravu přes téměř všechny doly v Anglii a Skotsku, aby tam posbíral minerály pro studovnu španělského krále. Roku 1800 vlastnil obchod s minerály v Matlock Bath. V srpnu 1804 Mawe zahájil „cestu obchodní zkoušky“ do Río de la Plata, kterou mu financoval portugalský princ regent. Jeho úkolem bylo stanovit hodnotu zlatého a diamantového průmyslu, který by mohl revitalizovat trpící brazilskou ekonomiku. Právě se dostal do Cádizu, když vypukla válka mezi Anglií a Španělskem a on byl zablokován ve městě, kde onemocněl a téměř nepřežil. V březnu 1805 vyplul z Cadizu směrem na Montevideo, ale po přistání byl zatčen jako anglický špion. Brzy po tom bylo obvinění staženo, ale Mawe byl i nadále zadržený a na svobodu se dostal až po dobytí města Williamem Beresfordem v roce 1806. Doprovázel expedici Johna Whitelocka do Buenos Aires, při návratu do Montevidea koupil škuner a odplul do Brazílie. Během cesty navštívil různé přístavy, včetně jednoho na ostrově Santa Catarina. V Brazílii byl dobře přijat princem regentem, od nějž obdržel svolení navštívit v letech 1809–10 diamantové doly v Minas Gerais a další části vnitrozemí. Spolu s tím mu byl dovolen i přístup k vládním archivům.
Roku 1811 se Mawe vrátil do Londýna, otevřel si obchod na The Strand blízko Somerset House a stal se známým jako praktický mineralog. O dva roky později byl zvolen do Královské geologické společnosti Cornwallu, roku 1817 pak získal diplom z Jena Mineralogischen Gesellschaft.
John a Sarah Maweovi měli dvě děti, syna a dceru. Jejich syn John Saint Mawe (1797–1820) zemřel ve věku 22 let, načež jeho matka v závěti požádala, aby byla pohřbena vedle něj. Dcera Maweových se provdala za Anthonyho Tissingtona Tatlowa (1789–1828), jenž se roku 1816 stal Maweovým společníkem v obchodu v Cheltenhamu.
John Mawe zemřel 26. října 1829 v Londýně. Na jeho památku je v castletonském kostele (Derbyshire) pamětní tabule. V jeho podniku pokračoval do roku 1840 mineralog James Tennant, spolu s ovdovělou Sarah Maweovou. Ta obdržela titul mineraloga Jejího Veličenstva.

## Dílo
Maweovo hlavní dílo je popis cesty po Jižní Americe, Travels in the Interior of Brazil (Cesty vnitrozemím Brazílie), který vyšel roku 1812 v Londýně a o čtyři roky později ve Filadelfii.
Napsal také tato díla:
- The Mineralogy of Derbyshire (Mineralogie Derbyshiru), 1802
- A Treatise on Diamonds and Precious Stones (Pojednání o diamantech a drahých kamenech), 1813
- A Catalogue of Minerals (Katalog minerálů), 1815
- A Descriptive Catalogue of Minerals (Popisný katalog minerálů), 1816
- Familiar Lessons on Mineralogy and Geology (Známé lekce mineralogie a geologie), 1819
- The Voyager's Companion or Shell-Collector's Pilot (Mořeplavcův průvodce neboli lodivod sběratele mušlí), 1821
- The Linnæan System of Conchology (Lienneánský systém konchologie), 1823
- Amateur Lapidary's Guide (Průvodce amatérského brusiče drahokamů), 3. vydání 1823
- Instructions for the use of the Blow-pipe and Chemical Tests (Návod na použití foukačky a chemických testů), 4. vydání 1825

Roku 1822 editoval druhé vydání Woodarchova úvodu do konchologie, také napsal článek The Occurrence of Diamonds, &c., in Brazil (Výskyt diamantů atd. v Brazílii) do Annalen der Physik a On the Tourmaline and Apatite of Devonshire (O turmalínu a apatitu v Devonshiru) do Quart. Journ. of Science. Rukopis Maweova článku On a Gold Mine in South America (O zlatém dolu v Jižní Americe) je uchován v knihovně londýnské Geologické společnosti.
Množství Maweových publikací ilustrovali James Sowerby a jeho synové.